# Vârteșca, Sălaj
Vârteșca este un sat în comuna Zalha din județul Sălaj, Transilvania, România.